# 2 Jam Nggak Ngapa-nganapain
"2 Horas Haciendo Nada" (en indonesio: 2 Jam Nggak Ngapa-ngapain) es un video de dos horas creado por el Youtuber Muhammad Didit, publicado en su canal de YouTube llamado Sobat Miskin Official (Official Broke Gang) el 10 de julio de 2020 a las 11:21:44 UTC . El video muestra a Didit mirando a la cámara en su habitación durante dos horas. Originalmente estaba destinado a ser un video de 10 minutos. Superó los cuatro millones de visitas y más tarde se publicó un videojuego móvil del mismo nombre.

## Resumen y producción
El video tiene una duración de 2 horas, 20 minutos y 52 segundos; presenta al Youtuber madurés Muhammad Didit Delon de 21 años en su habitación sentado en el suelo mirando a la nada. Uno de sus espectadores contó que Didit parpadeó 362 veces. Aparte de los doce segundos que comienzan en 2:20:39, Didit permanece tenso en todo momento. El video se filmó entre las 11 p. m. y la 1 a. m. hora local, y la preparación comenzó 30 minutos antes. Didit originalmente planeó que el video iba a durar solo 10 minutos. Didit dijo que temía que sus padres lo llamaran para que saliera de su habitación mientras se grababa el video. Afirmó que el video era un comentario sarcástico,  respondiendo a los internautas indonesios que despotricaban continuamente sobre la falta de contenido ''educativo'' en Internet. Afirmó que el video "depende de ustedes, los espectadores, para filtrar; ese es mi único consejo para todos ustedes, y espero que se entretengan y se beneficien de este video".

## Recepción
El video publicado en YouTube se volvió viral; Times Now reportó 1,7 millones de visitas el día de su lanzamiento, India.com reportó 2 millones de visitas al 3 de agosto, Beebom reportó 2,5 millones de visitas al 9 agosto, y Tribun News informan 3 millones de visitas a un mes desde su lanzamiento. Hasta abril de 2022, el video ha recibido más de 5,8 millones de visitas con 193 000 me gusta.
Además de varios memes usando los clips del video en Instagram y Twitter, el video se convirtió en tendencia en 9GAG. Didit dijo que no esperaba tanta atención, que el video solo estaba destinado a sus suscriptores. El enfoque principal del contenido del canal de YouTube de Prior Didit era el género gastronómico.
La sección de comentarios en sí atrajo la atención de los medios. Algunos dijeron que Didit debería registrar el video para el Festival de Cine de Cannes; otros imaginaron a Didit olvidando presionar el botón "Grabar" y perdiendo el tiempo. Muchos desafiaron a Didit a hacer un video similar pero de mayor duración, o videos de secuencia como "2 horas diciendo Alhamdulillah'', "2 horas esperando a que el pato ponga huevos", "1 hora pidiendo suscriptores" y "2 horas aguantando la respiración".
Vice dijo que era parte de una tendencia en Indonesia, pero también encontró videos internacionales similares como "Doing Nothing For 8 Hours Straight", así como Sitting and Smiling. El video fue considerado como "una de las mejores cosas en Internet" por Ilyas Sholihyn de AsiaOne, "y [personas de todo el mundo] están sorprendidas de que un video de un tipo al azar sin hacer nada durante dos horas sea lo suficientemente interesante como para obtener millones de visitas." El periódico en línea World of Buzz comparó a Didit con el comediante Russell Peters. UNILAD escribió: "Al crecer, [...] los padres de todo el mundo dicen lo mismo: 'No puedes simplemente sentarte todo el día sin hacer nada'. [. . . ] Sin embargo, un hombre (Didit) ha desafiado el adagio con su último video". El Hindustan Times lo llamó "inspirador". La ex vicegobernadora de Yakarta, Sandiaga Uno, elogió el video por ser "genial y original", además de capturar con precisión el aburrimiento de quedarse en casa durante la pandemia de COVID-19 . En una entrevista, opinó que el video está "basado en la autenticidad" y que "el contenido es el rey, [y] el tiempo es la reina. El momento fue perfecto."

## Adaptación de videojuegos
El desarrollador Hepitier lanzó un videojuego móvil del mismo nombre en Google Play. El menú principal es una pantalla blanca con un texto que dice "Toca la pantalla para comenzar"  y el juego muestra a un hombre calvo contra un fondo gris claro haciendo lo que hizo Didit, con un cronómetro debajo. Cuando llega a las 2:00:01, una tarjeta final dice "¡Felicitaciones! No has hecho nada con éxito durante 2 horas." Hasta agosto de 2020, se ha descargado más de 10 000 veces.